# Charles Édouard Guillaume
Pour les articles homonymes, voir Guillaume.
Charles Édouard Guillaume (15 février 1861 à Fleurier, Suisse - 13 juin 1938 à Sèvres, France) est un physicien suisse. Il est lauréat du prix Nobel de physique de 1920 « en reconnaissance du service qu'il a rendu en métrologie en découvrant des anomalies dans les aciers de nickel ». Le plus célèbre des alliages qu'il invente est l'invar, au très faible coefficient de dilatation thermique, qui révolutionne la métrologie et la cryogénie, et qui contribue à l'invention de la télévision.

## Biographie
Fils d'Édouard, artisan horloger, et de Marianne Émilie Lebet, Charles Édouard Guillaume fait ses études au gymnase puis à l'académie de Neuchâtel. Lors de ses études, il entre dans la société suisse des étudiants de Zofingue. Admis en 1878 à l'École polytechnique fédérale de Zurich, il en sort nanti d'un bagage physico-mathématique. Titulaire d'un doctorat délivré en 1883 par l'Université de Zürich, il entre au Bureau international des poids et mesures à Paris comme assistant jusqu'en 1889 puis comme adjoint jusqu'en 1901. Il prend ensuite successivement la charge de vice-directeur dès 1901 puis de directeur de 1915 à 1936.
Lors de recherches menées sur les matières utilisées pour les mètres étalons, il découvre que certains alliages de fer et de nickel ont un très faible coefficient de dilatation thermique et invente plusieurs alliages ayant un très faible coefficient de dilatation (invar, élinvar et platinite (it), entre autres) qui ont une grande importance en métrologie, en horlogerie et dans d'autres domaines. L'étude théorique poussée qu'il réalise pour expliquer les raisons de la faible dilatation thermique fait de lui un des pionniers de la cristallographie et lui vaut le prix Nobel de physique en 1920.
Il est l'un des premiers à suggérer une valeur pour la température de l'espace, de quelques K, assez proche de la température de rayonnement du fond diffus cosmologique mesurée dans le cadre des théories actuelles.
Il a réalisé un certain nombre d'ascensions scientifiques afin de résoudre le problème du point en ballon.
Une fondation en son hommage a été créée en 1945 à La Chaux-de-Fonds. Son but est « d'aider les jeunes chercheurs méritants domiciliés en Suisse qui entreprennent une recherche présentant un intérêt pour l'industrie horlogère ». Pour ce faire, la fondation octroie des bourses.

## Conséquences de ses découvertes
- Mètre étalon pouvant être utilisé dans une plus grande marge de température
- Amélioration de la précision des montres
- Lampe à incandescence et lampes électroniques (la dilatation des fils d'alimentation faisait craquer le verre)
- Téléviseur en couleur, grille métallique
- Transport du gaz naturel liquéfié par les méthaniers.

## Publications
- Études thermométriques (1886)
- Traité de thermométrie (1889)
- Unités et étalons (1894)
- Les rayons X et la photographie à travers les corps opaques (1896) (Lire en ligne)
- La température de L'espace, La Nature, no 1214, 5 septembre 1896
- Recherches sur le nickel et ses alliages (1898)
- La vie de la matière (1899)
- La Convention du mètre et le Bureau international des poids et mesures (1902)
- Les applications des aciers au nickel (1904)
- Des états de la matière (1907)
- Les récents progrès du système métrique (1907 et 1913)
- Initiation à la mécanique (traduit en plusieurs langues)
- Rapports présentés au Congrès international de physique réuni à Paris en 1900 sous les auspices de la Société française de physique, rassemblés et publiés par Ch.-Éd. Guillaume et Henri Poincaré, secrétaires généraux du congrès, 3 volumes in-8° avec figures, Paris, Gauthier-Villars, 1900

Il signe également de nombreux articles dans les revues La Nature, Revue générale des sciences pures et appliquées et la Revue scientifique.

## Distinctions et récompenses
- Directeur honoraire du Bureau international des poids et mesures.
- Prix Nobel de physique en 1920
- Docteur ès sciences de l'université de Zurich et docteur honoris causa des universités de Paris, Genève et Neuchâtel.
- Membre correspondant de l'Institut de France, de l'Académie des sciences de Russie, de l'Académie Antonio Alzatede Mexico, de la British Association for the Advancement of Science, de la Société industrielle de Mulhouse.
- Président de la Société française de physique (1913).
- Membre de l'Académie royale de Suède et membre ordinaire de la Société royale des sciences d'Uppsala.
- Membre honoraire de la Physical Society of London, du Royal Institute of Great Britain, de la Société helvétique des sciences naturelles, de la Société de physique et d'histoire naturelle de Genève, de la Société d'histoire naturelle de Neuchâtel, de l'Institut genevois.
- Officier de la Légion d'honneur.
- Président de la commission permanente d'aéronautique.
- En 1979, l'union astronomique internationale a donné le nom de Guillaume à un cratère lunaire.
- Un timbre à son effigie a été émis en Suède en 1980 (série Lauréats des Prix Nobel)[7].

### Sources
- Notice nécrologique parue dans le numéro 3029 du 15 juillet 1938 de la revue La Nature
- « Discours de Guillaume », sur www.worldtempus.com/fr/ (consulté le 12 septembre 2009)
- « Discours de Guillaume le dimanche 7 juin 1925 à Paris, salle Hoche » (consulté le 12 septembre 2009)